# Prücsök
A Prücsök tréfás mese címe, illetve a mese hősének neve. A mese az Aarne-Thompson katalógusban az 1641-es számot kapta.

## A mese cselekménye
A szegény varga, Prücsök Miska és szomszédja, a csizmadia szövetkeznek, hogy lopnak és jövendölnek: a csizmadia ellopja a falu egyik gazdájának két lovát és egy másik gazda hat ökrét, a varga visszajövendöli jó fizetségért. Így keveredik mindentudó hírébe. Elveszik a grófkisasszony (királyné) gyűrűje, hívják a vargát, derítse ki, hol van. Prücsök Miska három nap haladékot kér, de ezalatt sem tud semmit kisütni. Kínjában megszámlálja az ebéden a fogásokat. A gróf három embere, akik a fogásokat hozzák be, azt hiszik, őket számolják meg, és bevallják Prücsöknek a lopást. Prücsök a gyűrűt megkapja és lenyeleti a legnagyobb pulykakakassal. Másnap, mikor a pulykát levágják és a gyűrű előkerül, Prücsök nagy jutalomban részesül. Hazafelé menet a gróf egyik embere gyanakszik, hogy a varga mégsem mindentudó. Egy prücsköt vesz a markába, s felszólítja a vargát, mondja meg, mi van benne. A varga kínjában a füle tövét vakarássza s megszólal: „No szegény Prücsök, most vagy szorultságban!” Mindentudó hírneve megszilárdul.

## Eredete
A mese egyes változatain a samanizmus egyes vonásai érződnek. A legkorábbi ismert változat az i. sz. 1.–2. századból származó indiai szöveg, melyet tartalmaz a Kathâsaritsâgara is (10. sz.). Magyar nyelvterületre Nyugatról került, a középkori példatárakra támaszkodó olasz-francia szövegekből, ezekben hívják a hőst Prücsöknek. Moldvai, román és orosz változatok a török mintához állnak közel, amely pedig közvetlenebbül kapcsolódik az indiaihoz.

## Magyar feldolgozásai
Összesen 21 változat ismert. Kónyi János szövege és annak folklorizálódott változatai Merényi László feljegyzésében és Benedek Elek feldolgozásában 8 változatban maradt fenn. Négy változat Arany László „Dongó és Mohácsi” c. meséjének a származéka, 1 pedig a Grimm gyűjtemény „Doktor Mindentudó”-jának a magyar fordítása - utánmesélése. A maradék nyolc szöveg arra enged következtetni, hogy magyar nyelvterületen a szöveg szájhagyomány útján is terjedt. Az indiai változathoz legközelebb a Kúnos Ignác által közzétett török szöveg áll.